# Selenocosmia lyra
Selenocosmia lyra é uma espécie de aranha pertencente à família Theraphosidae (tarântulas).